# Amaljatjärnen
Amaljatjärnen är en sjö i Bodens kommun i Norrbotten och ingår i Råneälvens huvudavrinningsområde. Sjöns area är 0,058 kvadratkilometer och den är belägen 166 meter över havet.